# SN 2007eu
SN 2007eu – supernowa typu II odkryta 26 czerwca 2007 roku w galaktyce A003619+0603. W momencie odkrycia miała maksymalną jasność 19,80m.